# Palpares campanai
Palpares campanai is een insect uit de familie van de mierenleeuwen (Myrmeleontidae), die tot de orde netvleugeligen (Neuroptera) behoort. 
Palpares campanai is voor het eerst wetenschappelijk beschreven door Navás in 1915.